# Artigisa
Artigisa is een geslacht van vlinders van de familie spinneruilen (Erebidae), uit de onderfamilie Catocalinae.

## Soorten
- A. acrospila Turner, 1906
- A. anomozancla Turner, 1944
- A. cautophanes Turner, 1902
- A. dentilinea Turner, 1909
- A. impropria Walker, 1865
- A. lignicolaria Walker, 1866
- A. melanephele Hampson, 1914
- A. microsticta Turner, 1939
- A. nigrosignata Walker, 1864
- A. terminalis Hampson, 1914